# Tamsa (rivière)
Ne doit pas être confondu avec Tons (rivière).
Pour les articles homonymes, voir Tamsa.
La rivière Tamsa (également connue sous le nom de rivière Tons) est un cours d'eau de l'Inde traversant les États de Madhya Pradesh et Uttar Pradesh, et affluent du Gange.

## Géographie
The Tamas tire sa source à Tamakund, dans la chaîne de Kaimur (en), à une altitude de 610 m. Elle s'écoule à travers les districts de Satna et Rewa. Sur le bord du plateau Purwa, la Tamsa et ses tributaires forment une chute d'eau.
La rivière a une longueur totale de 264 km et un bassin hydrographique de 16 860 km2,.

## Hydrologie
Son régime hydrologique est dit pluvial tropical à moussons.